# Этьен Марсель (станция метро)
Этьен Марсель (фр. Étienne Marcel) — станция линии 4 Парижского метрополитена, расположенная на границе I и II округов Парижа. Названа по рю Этьен Марсель, получившей своё название в честь французского средневекового политика Этьена Марселя. На станции установлены автоматические платформенные ворота.

## История
- Станция открылась 21 апреля 1908 года в составе пускового участка линии 4 Шатле — Порт де Клиньянкур.
- Пассажиропоток по станции по входу в 2011 году, по данным RATP, составил 2 661 074 человек[2]. В 2013 году это показатель вырос до 2 803 893 пассажиров (195 место по уровню пассажиропотока в Парижском метро)[3]

## Достопримечательности
Рядом со станцией располагаются такие значимые объекты, как
- Церковь Сент-Эсташ
- Центральный почтамт дю Лувр — единственное круглосуточное отделение французской почты
- Башня Жан-Санс-Пюр

## Галерея

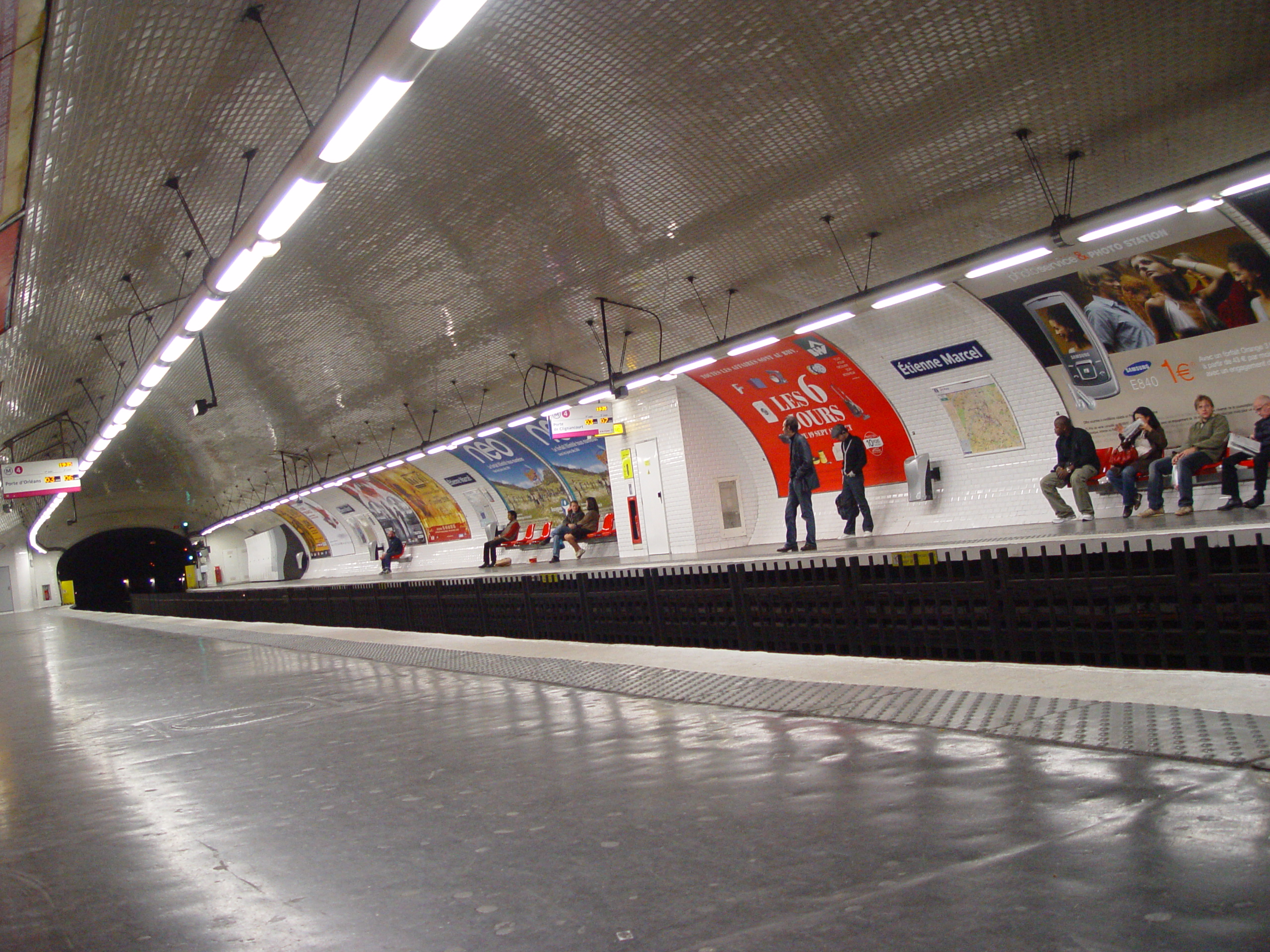
Зал станции